# 梅瑟梅
梅瑟梅（法語：Messemé）是法国普瓦图-夏朗德大区 维埃纳省的一个市镇，属于沙泰勒罗区 卢丹县。该市镇2009年时的人口 为239人。

## 人口
梅瑟梅人口变化图示
| 数据来源：INSEE |